# Maciej Wąsik

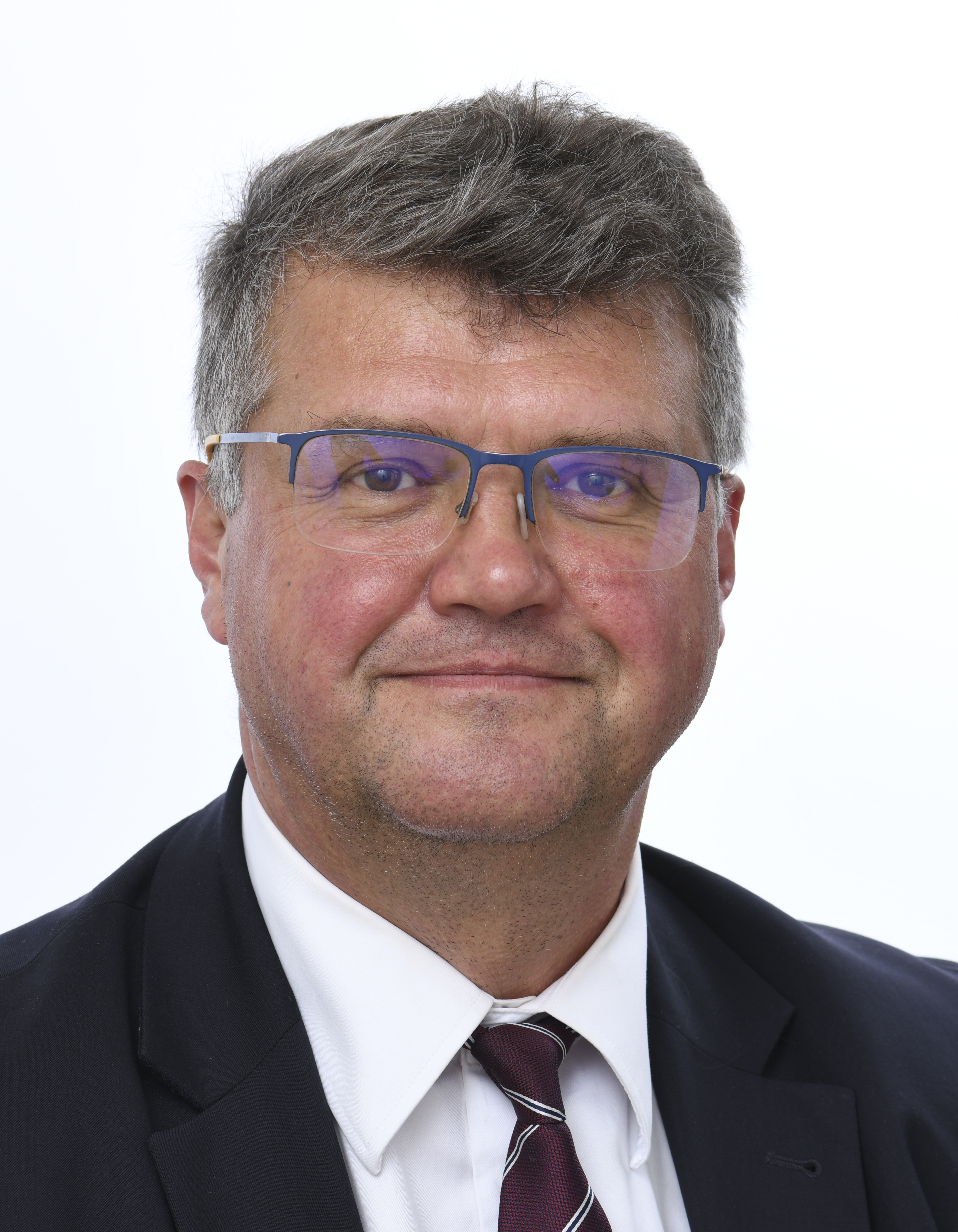
Maciej Wąsik (2024)

Maciej Wąsik (* 16. Oktober 1969 in Warschau) ist ein polnischer Politiker (PiS), Verwaltungsbeamter und Archäologe. Er gehörte von 2015 bis 2023 dem Sejm in der VIII., IX. und X. Wahlperiode an. Seit 2024 gehört er dem Europaparlament an.

## Leben und Beruf
Wąsik studierte Archäologie an der Universität Warschau und schloss das Studium 1994 ab. Anschließend arbeitete er unter anderem als Hotelmanager und Mitinhaber eines Schulungsunternehmens. Wąsik ist verheiratet.

## Politik
Maciej Wąsik gehörte in den 1990er Jahren der Liga Republikańska an. Bei den Selbstverwaltungswahlen 2002 wurde er für die Prawo i Sprawiedliwość (PiS) in den Rat des Warschauer Stadtbezirks Praga-Południe gewählt. 2003 war er über mehrere Monate Ortsbürgermeister Wawer und anschließend stellvertretender Kommandeur der Warschauer Stadtwache. Er war von 2006 bis 2009 stellvertretender Leiter des Zentralen Antikorruptionsbüros. Er kandidierte erfolglos bei der Parlamentswahl 2011 für die PiS. Bei den Selbstverwaltungswahlen 2010 wurde er hingegen für die PiS in den Stadtrat von Warschau und vier Jahre später in den Sejmik der Woiwodschaft Masowien gewählt. Aber bereits ein Jahr später wurde er bei der Wahl 2015 für die PiS in den Sejm gewählt. Bei den Parlamentswahlen 2019 und 2023 wurde er jeweils wiedergewählt. Im November 2015 wurde er zum Staatssekretär in der Kanzlei des Ministerpräsidenten ernannt. Von November 2019 bis Dezember 2023 war er Staatssekretär im Ministerium für Inneres und Verwaltung. Nachdem Wąsik (ebenso wie Mariusz Kaminski) am 20. Dezember 2023 wegen Machtmissbrauchs in seiner Zeit beim Antikorruptionsbüro zu zwei Jahren Haft verurteilt worden war, stellte Sejmmarschall Szymon Hołownia am Folgetag das Erlöschen seines Abgeordnetenmandats fest. Aber bereits am 23. Januar 2024 wurden er und Kamiński von Staatspräsident Andrzej Duda begnadigt. Bei der Europawahl 2024 wurde er in das Europaparlament gewählt. Dort gehört er der Fraktion Europäische Konservative und Reformer an.